# Rašeliniště Borková
Rašeliniště Borková je přírodní rezervace v okrese Český Krumlov. Nachází se na Šumavě v nivě Vltavické brázdy, na pravém břehu údolní nádrže Lipno u ústí Rothovského potoka, dva kilometry jihozápadně od osady Dolní Vltavice. Je součástí CHKO Šumava.

## Předmět ochrany
Důvodem ochrany je údolní rašeliniště (poslední zbytek rozsáhlých rašelinišť zatopených údolní nádrží Lipno) s porosty borovice blatky, ostřicovými porosty a s výskytem vzácných a ohrožených druhů rostlin a živočichů, významné hnízdiště vodních ptáků.

## Přírodní poměry
Zdejší rašelina vznikla na geologickém podkladu moldanubických migmatizovaných pararul, místy byla těžena na palivo např. pro pivovar a tuhové doly.
Pás podél břehu Lipna byl při výstavbě nádrže odlesněn a tvoří jej ostřicové porosty, v nichž rostou bazanovec kytkokvětý (Lysimachia thyrsiflora), ostřice plstnatoplodá (Carex lasiocarpa), klikva bahenní (Vaccinium oxycoccos) a vlochyně bahenní (Vaccinium uliginosum). Na něj navazuje původní blatkové rašeliniště, kde dominuje borovice blatka (Pinus uncinata subsp. uliginosa), na sušších místech s příměsí borovice lesní (Pinus sylvestris) a břízy (Betula), v podrostu kromě klikvy a vlochyně, roste vřes (Calluna) a brusnice borůvka (Vaccinium myrtillus). V úzkém pásu na jižním okraji rezervace roste smrkoborový les.
Významný je výskyt bezobratlých živočichů vázaných na společenstva rašelinišť – zejména motýlů žluťásek borůvkový (Colias palaeno), perleťovec mokřadní (Proclossiana eunomia) a brouků - střevlík Menetriesův (Carabus menetriesi), střevlíček vřesovištní, střevlíček Cymindis vaporariorum.
V těsné blízkosti památky, na křižovatce cest u zaniklé obce Kyselov, koncem května vykvétá vzácný prstnatec pleťový. Je to jeho jediná známá lokalita na české straně Šumavy.